# یامازاکی مازاک
یامازاکی مازاک (انگلیسی: Yamazaki Mazak) شرکت ماشین‌آلات ژاپنی است، که در سال ۱۹۱۹ تأسیس شد.